# Sant'Anna d'Alfaedo
Sant'Anna d'Alfaedo é uma comuna italiana da região do Vêneto, província de Verona, com cerca de 2.459 habitantes. Estende-se por uma área de 43,68 km², tendo uma densidade populacional de 57 hab/km². Faz fronteira com Ala (TN), Avio (TN), Dolcè, Erbezzo, Fumane, Grezzana, Marano di Valpolicella, Negrar.

## Demografia
| Variação demográfica do município entre 1861 e 2011                               |
|                                                                                   |
| Fonte: Istituto Nazionale di Statistica (ISTAT) - Elaboração gráfica da Wikipedia |